# Macellicephala laubieri
Macellicephala laubieri är en ringmaskart som beskrevs av Daniel Reyss 1971. Macellicephala laubieri ingår i släktet Macellicephala och familjen Polynoidae. Inga underarter finns listade i Catalogue of Life.